# Administración apostólica del Cáucaso
La administración apostólica del Cáucaso (en latín: Administratio Apostolica Caucasi Latinorum) es una circunscripción eclesiástica de la Iglesia católica en Armenia y Georgia. Se trata de una administración apostólica latina, inmediatamente sujeta a la Santa Sede. Desde el 29 de noviembre de 1996 su administrador apostólico es el obispo Giuseppe Pasotto, de los estigmatinos.

## Territorio y organización
La administración apostólica tiene 99 443 km² y extiende su jurisdicción sobre los fieles católicos de rito latino residentes en Georgia (incluyendo las autoproclamadas repúblicas independientes de Abjasia y Osetia del Sur) y Armenia.
La sede de la administración apostólica se encuentra en la ciudad de Tiflis, en donde se halla la Catedral de la Asunción de la Virgen.
En 2022 en la administración apostólica existían 25 parroquias.

## Historia
En la Edad Media se erigió la diócesis de Tiflis para los católicos de Georgia y los territorios vecinos, que de hecho existió sólo durante un tiempo relativamente corto en el siglo XIV antes de convertirse en sede titular.
La administración apostólica fue erigida el 30 de diciembre de 1993 mediante el decreto Quo aptius de la Congregación para los Obispos, separando territorio de la diócesis de Tiráspol. Originalmente incluía los estados de Georgia, Armenia y Azerbaiyán.
El 11 de octubre de 2000 cedió la parte azerbaiyana de su territorio para la erección de la misión sui iuris en Bakú (hoy prefectura apostólica de Azerbaiyán).
En 2013 los capuchinos regresaron a Georgia, de donde habían sido expulsados en 1845, luego de casi dos siglos de presencia en el país.
Recibió las visitas papales de Juan Pablo II (julio de 1999, noviembre de 1999 y septiembre de 2001) y de Francisco (junio, septiembre y octubre de 2016).

## Estadísticas
Según el Anuario Pontificio 2023 la administración apostólica tenía a fines de 2022 un total de 50 000 fieles bautizados.
| Año                                                                             | Población            | Población | Población      | Sacerdotes | Sacerdotes    | Sacerdotes    | Bautizados por sacerdote | Diáconos permanentes | Religiosos | Religiosos | Parroquias |
| Año                                                                             | Bautizados católicos | Total     | % de católicos | Total      | Clero secular | Clero regular | Bautizados por sacerdote | Diáconos permanentes | Varones    | Mujeres    | Parroquias |
| ------------------------------------------------------------------------------- | -------------------- | --------- | -------------- | ---------- | ------------- | ------------- | ------------------------ | -------------------- | ---------- | ---------- | ---------- |
| 1997                                                                            | 50 200               | ?         | ?              | 7          | 3             | 4             | 7171                     |                      | 7          | 19         | 8          |
| 2000                                                                            | 50 200               | ?         | ?              | 11         | 4             | 7             | 4563                     |                      | 7          | 19         | 8          |
| 2001                                                                            | 50 000               | ?         | ?              | 12         | 3             | 9             | 4166                     |                      | 15         | 7          | 9          |
| 2002                                                                            | 50 050               | ?         | ?              | 12         | 3             | 9             | 4170                     |                      | 15         | 6          | 9          |
| 2003                                                                            | 50 050               | ?         | ?              | 12         | 3             | 9             | 4170                     |                      | 15         |            | 9          |
| 2004                                                                            | 50 050               | ?         | ?              | 15         | 6             | 9             | 3336                     |                      | 19         | 18         | 12         |
| 2007                                                                            | 50 000               | ?         | ?              | 9          | 3             | 6             | 5500                     |                      | 11         | 15         | 10         |
| 2010                                                                            | 50 000               | ?         | ?              | 22         | 12            | 10            | 2272                     |                      | 12         | 30         | 10         |
| 2014                                                                            | 50 000               | ?         | ?              | 23         | 15            | 8             | 2173                     |                      | 13         | 28         | 11         |
| 2017                                                                            | 50 000               | ?         | ?              | 25         | 11            | 14            | 2000                     |                      | 24         | 37         | 16         |
| 2020                                                                            | 50 000               | ?         | ?              | 22         | 12            | 10            | 2272                     | 9                    | 20         | 35         | 12         |
| 2022                                                                            | 50 000               | ?         | ?              | 24         | 11            | 13            | 2083                     | 8                    | 16         | 34         | 25         |
| Fuente: Catholic-Hierarchy, que a su vez toma los datos del Anuario Pontificio. |                      |           |                |            |               |               |                          |                      |            |            |            |

## Episcopologio
- Jean-Paul Aimé Gobel (30 de diciembre de 1993-29 de noviembre de 1996 renunció)
- Giuseppe Pasotto, C.S.S., desde el 29 de noviembre de 1996